# Miners
Miners è un film documentario del 2010, scritto e diretto dal regista cinese Bai Budan.

## Trama
Il documentario è girato a Batong, provincia dello Shanxi, dove convergono uomini e donne da tutto il Paese per lavorare nella più importante miniera della Cina.
Al regista è concesso di girare pochissime immagini, poiché tutto è sottoposto ad una rigida censura, ma la gente parla e racconta le pesantissime e rischiose condizioni di lavoro, il salario miserabile, i molteplici e fatali disastri a cui sono per miracolo scampati. Molto lontane appaiono le immagini delle eroiche figure dei minatori pubblicizzate dalla propaganda maoista.
Dalle testimonianze di questi invisibili ausiliari della società cinese urbanizzata emerge chiaramente che la loro scelta è dettata da una parte dalla necessità di sopravvivenza e dall'altra dall'antica accettazione di un destino di miseria.

## Fonte
- Scheda del film su http://www.festivalcinemaafricano.org/ (testo rilasciato con licenza CC-BY-SA)